# McLaren MP4-12
McLaren MP4-12 je McLarnov dirkalnik Formule 1, ki je bil v uporabi v sezoni 1997, ko sta z njim dirkala Mika Häkkinen in David Coulthard. Häkkinen je v sezoni dosegel eno zmago na Veliki nagradi Evrope, Coulthard pa dve na Velikih nagradah Avstralije in Italije. Skupaj sta dosegla še en najboljši štartni položaj, dva najhitrejša kroga in štiri uvrstitve na stopničke. Na koncu sezone je McLaren zasedel četrto mesto v prvenstvu s 63-imi točkami.

## Popolni rezultati Formule 1
(legenda) (Odebeljene dirke pomenijo najboljši štartni položaj)
| Leto | Moštvo  | Motor        | Gume | Dirkača         | 1   | 2   | 3   | 4   | 5   | 6   | 7   | 8   | 9   | 10  | 11  | 12  | 13  | 14  | 15  | 16  | 17 | Toč | Prv |
| ---- | ------- | ------------ | ---- | --------------- | --- | --- | --- | --- | --- | --- | --- | --- | --- | --- | --- | --- | --- | --- | --- | --- | -- | --- | --- |
| 1997 | McLaren | Mercedes V10 | G    |                 | AVS | BRA | ARG | SMR | MON | ŠPA | KAN | FRA | VB  | NEM | MAD | BEL | ITA | AVT | LUK | JAP | EU | 63  | 4.  |
| 1997 | McLaren | Mercedes V10 | G    | Mika Häkkinen   | 3   | 4   | 5   | 6   | Ret | 7   | Ret | Ret | Ret | 3   | Ret | DSQ | 9   | Ret | Ret | 4   | 1  | 63  | 4.  |
| 1997 | McLaren | Mercedes V10 | G    | David Coulthard | 1   | 10  | Ret | Ret | Ret | 6   | 7   | 7   | 4   | Ret | Ret | Ret | 1   | 2   | Ret | 10  | 2  | 63  | 4.  |